# Ешлі Джонсон
Ешлі Сюзанн Джонсон (англ. Ashley Suzanne Johnson) — американська акторка. Відома ролями Кріссі Сівер у ситкомі «Проблеми зросту», Енні Ворбакс у фільмі «Енні: Королівська пригода», Алекс Маршал у романтичній комедії «Чого хочуть жінки», Гретчет Грандлер у діснеївському мультсеріалі «Перерва» та Еллі у відеогрі «The Last of Us» (премія БАФТА 2014).
2012 року з'явилася у фільмі «Месники», де зіграла роль офіціантки Бет, яку рятує Капітан Америка. З 2015 року входить до головного акторського складу серіалу «Сліпа зона», де виконує роль Петерсон, керівника відділу криміналістики в ФБР.

## Біографія
Народилася 9 серпня 1983 року в Камарільйо, Каліфорнія, США. Наймолодша донька Ненсі Шпруелл Джонсон, незалежної кінопродюсерки, та Кліффорда Джонсона, капітана дослідницького корабля. Має шведське, данське, ірландське, шотландське та індіанське коріння. Коли їй виповнилося 5, через батькову роботу сім'я переїхала до Мічигану, де зрештою поселилася у селищі Френклін. У липні 2000 року її батько помер від гепатиту C та раку. Закінчила середню школу у п'ятнадцятирічному віці.
Навчалась гри на скрипці та піаніно у Міжнародній школі музики (International School of Music). Також вміє грати й на гітарі та віолончелі. Ба більше, разом зі своєю подругою Мілою Саг є співвласницею фотокомпанії «Infinity Pictures».
ЇЇ старший брат — Кріс — працював на зніманнях поліційної драми «Район» (The District), а її сестра — Гейлі — ввійшла до акторського складу серіалу «Корпорація дітей».

## Кар'єра
Почала свою кар'єру у шестирічному віці, зігравши роль кучерявої дівчинки Кріссі Сівер у ситкомі «Проблеми зросту» (1990—1992). До моменту, коли їй виповнилося 12, вже встигла з'явитися у восьми серіалах. Згодом повторно виконала роль Кріссі у «Проблеми зросту. Фільм» та «Проблеми зросту: Повернення Сіверів». У першому сезоні ситкому «Феномен» (1993—1994) зіграла роль пустотливої молодшої сестри дівчини-підлітка, юної тенісної зірки. 1994 року з'явилася у ситкомі «Американська дівчина», а 1995 зіграла роль Лізи — дівчини діджея — в одному з епізодів серіалу «Розанна».
У фільмі «Чого хочуть жінки» (2000) виконала роль Алекс Маршал, доньки персонажа, якого зіграв Мел Гібсон. 2008 року ввійшла до акторського складу серіалу «Бруд», де виконала роль Шарлі Кейтс, а 2009 з'явилася у фінальному епізоді першого сезону серіалу «Клуб ляльок». 2012 року зіграла роль офіціантки, яку рятує Капітан Америка, у фільмі «Месники». 2016 року повторно виконала цю роль у відеогрі-адаптації «Lego Marvel's Avengers».
Також займається озвученням мультиплікаційної продукції. ЇЇ голосом, зокрема, заговорили такі персонажі мультфільмів та мультсеріалів як: Шон з «Перший сніг зими», Гретчен Грандлер з «Перерви», Терра з «Підлітків-Титанів», Джінмей з «Непереможної команди супермавп» та Гвен Теннисон з «Бен 10: Інопланетна сила».
У відеогрі «The Last of Us» зіграла роль Еллі, дівчини-підлітка з постапокаліптичного світу. Гра отримала позитивну оцінку критиків та мала великий комерційний успіх. Ба більше, за цю роль Ешлі була відзначена премією «БАФТА» та премією «VGX» у номінації «Найкраща голосова акторка». 12 березня 2015 року Джонсон була відзначена ще однією премією «БАФТА» за цю ж роль у доповненні до гри — «The Last of Us: Left Behind».
Також акторка знялася у декількох вебсеріалах. З 2015 року входить до головного акторського складу серіалу «Сліпа зона», де грає Петерсон, керівника відділу криміналістики в ФБР.

## Фільмографія

### Кіно
| Рік  | Назва                      | Оригінальна назва      | Роль              | Примітки               |
| ---- | -------------------------- | ---------------------- | ----------------- | ---------------------- |
| 1990 | Самоволка                  | Lionheart              | Ніколь Готьє      |                        |
| 1995 | Дев'ять місяців            | Nine Months            | Шеннон Дваєр      |                        |
| 1998 | Танцюрист                  | Dancer, Texas Pop. 81  | Джозі Гемпгілл    |                        |
| 1999 | Маріонетка                 | Marionette             |                   |                        |
| 1999 | Де завгодно, тільки не тут | Anywhere but Here      | Сара              |                        |
| 2000 |                            | The Indescribable Nth  | Доріс             | Короткометражка; голос |
| 2000 | Чого хочуть жінки          | What Women Want        | Алекс Маршалл     |                        |
| 2001 | Перерва                    | Recess: School's Out   | Гретчен Грандлер  | Голос                  |
| 2001 | Рустін                     | Rustin                 | Лі Волфорд        |                        |
| 2003 |                            | The Failures           | Ліллі Кайл        |                        |
| 2004 |                            | Killer Diller          | Енджі             |                        |
| 2004 | Король кута                | King of the Corner     | Олена Співак      |                        |
| 2005 | Поряд з Грейс              | Nearing Grace          | Мерна Еш          |                        |
| 2006 |                            | The Pity Card          | Гретель           | Короткометражка        |
| 2006 | Нація фастфуду             | Fast Food Nation       | Ембер             |                        |
| 2006 |                            | Grad Night             | Студентка         |                        |
| 2007 | Брати Соломон              | The Brothers Solomon   | Патриція          |                        |
| 2008 | Пиріг і бургер             | Pie'n Burger           | Голлі             | Короткометражка        |
| 2008 | Отіс                       | Otis                   | Рілі Лоусон       |                        |
| 2008 | День Колумба               | Columbus Day           | Алана             |                        |
| 2009 | Бабій                      | Spread                 | Ева               |                        |
| 2009 |                            | Punching the Clown     | Трейсі            |                        |
| 2010 |                            | Alleged                | Роуз Вілліямс     |                        |
| 2011 | Допомога                   | The Help               | Мері Бет Колдвелл |                        |
| 2012 | Месники                    | The Avengers           | Офіціантка Бет    |                        |
| 2012 | Багато галасу з нічого     | Much Ado About Nothing | Маргарет          |                        |
| 2015 | Парадокс                   | Paradox                | Софі              |                        |
| 2015 | Спогади про Марні          | When Marnie Was There  |                   | Голос                  |
| 2016 |                            | Punching Henry         | Деніел            |                        |

### Телебачення
| Рік             | Назва                                           | Оригінальна назва                                      | Роль                                                                  | Примітки                                                              |
| --------------- | ----------------------------------------------- | ------------------------------------------------------ | --------------------------------------------------------------------- | --------------------------------------------------------------------- |
| 1990–1992       | Проблеми зросту                                 | Growing Pains                                          | Крістін Еллен «Кріссі» Сівер                                          | 47 епізодів                                                           |
| 1993            | Чоловіки не кажуть                              | Men Don't Tell                                         | Сінді                                                                 | Фільм                                                                 |
| 1993            | Злий замисел                                    | In the Shadows, Someone's Watching                     | Сліпа дівчина                                                         | Фільм                                                                 |
| 1993            | Місто, забуте Санта Клаусом                     | The Town Santa Forgot                                  | Онучка (голос)                                                        | Фільм                                                                 |
| 1993            | Спеціальна доставка Тіммі: Цінні моменти Різдва | Timmy's Special Delivery: A Precious Moments Christmas |                                                                       | Голос                                                                 |
| 1993–1994       | Феномен                                         | Phenom                                                 | Мері Маргарет Дулан                                                   | 22 епізоди                                                            |
| 1994            | Всі американські дівчата                        | All-American Girl                                      | Кейсі Еммерсон                                                        | 12 епізодів                                                           |
| 1995            | Розанна                                         | Roseanne                                               | Ліза                                                                  | Епізод: «The Blaming of the Shrew»                                    |
| 1995            | Енні: Королівські пригоди                       | Annie: A Royal Adventure!                              | Енні Ворбакс                                                          | Фільм                                                                 |
| 1995–96         | Мабуть цього разу                               | Maybe This Time                                        | Грейсі Воллес                                                         | 18 епізодів                                                           |
| 1996–1998       | Джуманджі                                       | Jumanji                                                | Пітер Шеферд (голос)                                                  | 21 епізодів                                                           |
| 1997            | Молоні                                          | Moloney                                                | Кетрін 'Кейт' Молоні                                                  | 3 епізоди                                                             |
| 1997            | Крила                                           | Wings                                                  | Ребекка                                                               | Епізод: «Ms. Write»                                                   |
| 1997–2001       | Перерва                                         | Recess                                                 | Гретчен Грандлер (голос)                                              | 129 епізоди                                                           |
| 1998            | Келлі Келлі                                     | Kelly Kelly                                            | Морін Келлі                                                           | 7 епізодів                                                            |
| 1998            | Швидка допомога                                 | ER                                                     | Дана Елліс                                                            | 2 епізоди                                                             |
| 1999            | Партнери                                        | Partners                                               | Джейні                                                                | Фільм                                                                 |
| 2000            | Проблеми росту. Фільм                           | The Growing Pains Movie                                | Кріссі Сівер                                                          | Фільм                                                                 |
| 2001            | Перерва Різдво: Диво на третій вулиці           | Recess Christmas: Miracle on Third Street              | Гретчен Грандле (голос)                                               | Відео                                                                 |
| 2002            | Ллойд у космосі                                 | Lloyd in Space                                         | Віолет (голос)                                                        | Епізод: «The Big Sleepover»                                           |
| 2002            | Місто прибульців                                | Roswell                                                | Ейлін Берровс                                                         | 2 епізоди                                                             |
| 2002            | Еллі МакБіл                                     | Ally McBeal                                            | Срена Фелдман                                                         | Епізод: «Heart and Soul»                                              |
| 2002            | Провіденс                                       | Providence                                             | Дафні Воллес                                                          | 3 епізоди                                                             |
| 2002            | Доторк ангела                                   | Touched by an Angel                                    | Наталі                                                                | Епізод: «Bring on the Rain»                                           |
| 2002            | Рятівник                                        | The Guardian                                           | Бетсі Фортунато                                                       | Епізод: «Sacrifice»                                                   |
| 2003            | Дитяча Історія: Революційна війна               | Kidz History: The Revolutionary War                    | Колоніст                                                              | Відео                                                                 |
| 2003            | Канікули: Всі виросли                           | Recess: All Growed Down                                | Гретчен (голос)                                                       | Відео                                                                 |
| 2003            | Перерва: Закінчився п'ятий клас                 | 'Recess: Taking the Fifth Grade                        | Гретчен (голос)                                                       | Відео                                                                 |
| 2003            | Одружена з Келлісами                            | Married to the Kellys                                  | Шері                                                                  | Епізод: «Lewis May Have a Girlfriend»                                 |
| 2004            | Проблеми зросту: Повернення Сіверів             | Growing Pains: Return of the Seavers                   | Кріссі Сівер                                                          |                                                                       |
| 2004            | Одружена з Келлісами                            | Married to the Kellys                                  | Шері                                                                  | Епізод: «Chris and Mary Fight»                                        |
| 2004–05         | Непереможна команда супермавпочок               | Super Robot Monkey Team Hyperforce Go!                 | Джінмей (голос)                                                       | 6 епізодів                                                            |
| 2004–06         | Підлітки-Титани                                 | Teen Titans                                            | Терра] (голос)                                                        | 7 епізодів                                                            |
| 2004–10         | Король Гори                                     | King of the Hill                                       | Емілі / Джеймі                                                        | 7 епізодів                                                            |
| 2005            | Ікси                                            | The X's                                                | Кімла                                                                 | Епізод: «License to Slumber»                                          |
| 2006            | Ліло і Стітч                                    | Lilo & Stitch: The Series                              | Гретчен Гандлер (голос)                                               | Епізожд: «Lax: Experiment #285»                                       |
| 2007            | Монк                                            | Monk                                                   | С'юзі                                                                 | Епізод: «Mr. Monk Is at Your Service»                                 |
| 2007            | CSI: Місце злочину                              | CSI: Crime Scene Investigation                         | Дріма Літтл                                                           | Епізод: «Ending Happy»                                                |
| 2007            | Гартленд                                        | Heartland                                              | Ребекка Колтон                                                        | Епізод: «Mother & Child Reunion»                                      |
| 2008            | Бруд                                            | Dirt                                                   | Шарлі Кейтс                                                           | 4 епізоди                                                             |
| 2008            | Посередник                                      | The Middleman                                          | Еленор Дрейпер                                                        | Епізод: «The Ectoplasmic Panhellenic Investigation»                   |
| 2008            | Адвокатська практика                            | Raising the Bar                                        | Еліз Дентон                                                           | Episode: «Hang Time»                                                  |
| 2008            | Менталіст                                       | The Mentalist                                          | Клара Теннент                                                         | Епізод: «Seeing Red»                                                  |
| 2008–10         | Бен 10: Інопланетна сила                        | Ben 10: Alien Force                                    | Гвен Теннисон, Керол Сміт, Дівчина, Мама, Сіселі, Містер Смуті Емплої | 45 епізодів                                                           |
| 2009            | Клуб ляльок                                     | Dollhouse                                              | Венді, Керолайн, Гайден Лідс                                          | 2 епізоди                                                             |
| 2009            | Детектив Раш                                    | Cold Case                                              | Грейс Стернз у 1966                                                   | Епізод: «The Crossing»                                                |
| 2010            | Гори в пеклі                                    | Funny or Die Presents…                                 | Дівчина                                                               | Епізод: «1.1»                                                         |
| 2010            | Теорія брехні                                   | Lie to Me                                              | Валері                                                                | Епізод: «Beat the Devil»                                              |
| - 2010; - 2016  | П'яна історія                                   | Drunk History                                          | Елізабет Гемільтон, Елізабет Черрі                                    | Епізоди: «Drunk History Vol. 1: Featuring Michael Cera»; «Shit Shows» |
| 2010            | Різдвяний Купідон                               | Christmas Cupid                                        | Дженні                                                                | Фільм                                                                 |
| 2010–12         | Бен 10: Інопланетна надсила                     | Ben 10: Ultimate Alien                                 | Гвен Теннисон / Дівчина Пірса, Керол Сміт, тощо (голос)               | 52 епізоди                                                            |
| 2011            | На видноті                                      | In Plain Sight                                         | Сара Конінз, Сара Петершвім                                           | Епізод: «Something A-mish»                                            |
| 2011–13         | Щенята з притулку                               | Pound Puppies                                          | Тойошіко, Джіна, Амелія, Гільберт (голос)                             | 4 епізоди                                                             |
| 2011–12         | Убивство                                        | The Killing                                            | Амбер Ахмед                                                           | 7 епізоди                                                             |
| 2012            | Приватна практика                               | Private Practice                                       | Келлі                                                                 | Епізод: «The Time Has Come»                                           |
| 2012            | До смерті красива                               | Drop Dead Diva                                         | Вероніка Кремер                                                       | Епізод: «Road Trip»                                                   |
| 2012–14         | Бен 10: Омніверс                                | Ben 10: Omniverse                                      | Гвен Теннисон / Маргі (голос)                                         | 21 епізоди                                                            |
| 2013–16         | Юні титани, вперед!                             | Teen Titans Go!                                        | Терра (голос)                                                         | 4 епізоди                                                             |
| 2013            | Майстри сексу                                   | Masters of Sex                                         | Флора Бенкс                                                           | Епізод: «Fallout»                                                     |
| 2014            | Гарфанкел і Оутс                                | Garfunkel & Oates                                      | Джейн                                                                 | Епізод: «Speechless»                                                  |
| 2015            | Сталкер                                         | Stalker                                                | Стеффані                                                              | Епізод: «My Hero»                                                     |
| 2015            | Наруто: Ураганні хроніки                        | Naruto Shippuden                                       | Шісеру (голос)                                                        | Епізоди: 290—295 («Power Saga») англійська версія                     |
| 2015 ; 2017     | Підлітки-мутанти черепашки-ніндзя               | Teenage Mutant Ninja Turtles                           | Ренет (голос)                                                         | 3 епізоди                                                             |
| 2015 — наші дні | Сліпа зона                                      | Blindspot                                              | Петтерсон                                                             | Головний акторський склад                                             |
| 2016            | Потяг вічності                                  | Infinity Train                                         | Тюліп, Стювард (голос)                                                | Пілотна серія                                                         |
| 2023            | Останні з нас                                   | The Last of Us                                         | Анна Вільямс                                                          | Епізод: «Look for the Light»                                          |

### Відеоігри
| Рік       | Назва                                     | Роль                    | Примітки |
| --------- | ----------------------------------------- | ----------------------- | -------- |
| 2005      | Teen Titans                               | Терра                   |          |
| 2008      | Бен 10: Інопланетна сила                  | Гвен Теннисон           |          |
| 2009      | FusionFall                                | Гвен Теннисон           |          |
| 2009      | Ben 10 Alien Force: Vilgax Attacks        | Гвен Теннисон           |          |
| 2010      | Ben 10 Alien Force: The Rise of Hex       | Гвен Теннисон           |          |
| 2010      | Ben 10 Ultimate Alien: Cosmic Destruction | Гвен Теннисон           |          |
| 2011      | Cartoon Network: Punch Time Explosion     | Гвен Теннисон           |          |
| 2013      | The Last of Us                            | Еллі                    |          |
| 2014      | Infamous First Light                      | Дженні                  |          |
| 2015      | Tales from the Borderlands                | Гортис                  |          |
| 2015      | Skylanders: SuperChargers                 | Гедфлі Глейдс Коллектор | [ 13 ]   |
| 2015–2016 | Minecraft: Story Mode                     | Петра                   |          |
| 2016      | Lego Marvel's Avengers                    | Офіціантка Бет          | [ 14 ]   |
| 2016      | The Witness                               |                         | [ 15 ]   |
| 2020      | The Last of Us Part II                    | Еллі                    |          |

### Вебсеріали
| Рік            | Назва         | Роль                | Примітки  |
| -------------- | ------------- | ------------------- | --------- |
| 2013–2015      | Tabletop      | Себе                | 2 епізоди |
| 2014           | Spooked       | Морган              | 4 епізоди |
| 2015– наші дні | Critical Role | Себе / Пайк Трікфут |           |